# Spišská Teplica
Spišská Teplica (em alemão: Zeplitz; húngaro: Szepestapolca) é um município da Eslováquia, situado no distrito de Poprad, na região de Prešov. Tem 31,12 km² de área e sua população em 2018 foi estimada em 2.240 habitantes.

## Demografia
| Ano:        | 1994 | 2004    | 2014    | 2024   |
| ----------- | ---- | ------- | ------- | ------ |
| Broj ljudi: | 1666 | 1933    | 2236    | 2286   |
| Razlika:    |      | +16,02% | +15,67% | +2,23% |

| Ano:               | 2023 | 2024   |
| ------------------ | ---- | ------ |
| Número de pessoas: | 2273 | 2286   |
| Diferença:         |      | +0,57% |